# Nicolaus Bruhns
Nicolaus Bruhns (Bruhn sau Bruns) (n. 1665, Schwabstedt – d. 29 martie 1697, Husum) a fost un compozitor german de muzică cultă pentru orgă și un violonist talentat.